# Smörblomfluga
Smörblomfluga (Cheilosia albitarsis) är en tvåvingeart som först beskrevs av Johann Wilhelm Meigen 1822.  Smörblomfluga ingår i släktet örtblomflugor, och familjen blomflugor. Arten är reproducerande i Sverige.

## Bildgalleri

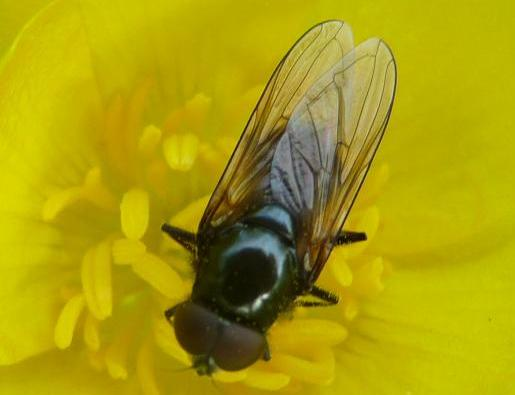